# Günter Bernard
Günter Bernard (ur. 4 listopada 1939 w Schweinfurcie) – niemiecki piłkarz, występował na pozycji bramkarza.

## Kariera klubowa
Bernard zawodową karierę rozpoczynał w 1958 roku w klubie 1. FC Schweinfurt 05. W ciągu pięciu lat rozegrał tam 72 spotkania i zdobył jedną bramkę. W 1963 roku podpisał kontrakt z Werderem Brema, grającym w Bundeslidze. Zadebiutował w niej 14 września 1963 w przegranym 0:3 meczu z 1. FC Kaiserslautern. W 1965 roku zdobył z klubem mistrzostwo Niemiec. W 1968 roku wywalczył z Werderem wicemistrzostwo Niemiec. W 1974 roku zakończył karierę.

## Kariera reprezentacyjna
W reprezentacji Niemiec Bernard zadebiutował 24 października 1962 w zremisowanym 2:2 towarzyskim meczu z Francją. W 1966 roku został powołany do kadry na mistrzostwa świata 1966. Nie zagrał tam w żadnym meczu swojej drużyny, która wywalczyła wicemistrzostwo świata, po porażce w finale z Anglią. W latach 1962–1968 w drużynie narodowej Bernard rozegrał 5 spotkań.